# Furcula sureyae
Furcula sureyae är en fjärilsart som beskrevs av Hans Rebel 1933. Furcula sureyae ingår i släktet Furcula och familjen tandspinnare. Inga underarter finns listade i Catalogue of Life.